# جورجيا ماريا
جورجيا ماريا (بالإيطالية: Giorgia Moll)‏ هي مغنية وممثلة إيطالية، ولدت في 14 يناير 1938 في إيطاليا.

## وصلات خارجية
- جورجيا ماريا على موقع IMDb (الإنجليزية)
- جورجيا ماريا على موقع ألو سيني (الفرنسية)
- جورجيا ماريا على موقع أول موفي (الإنجليزية)
- جورجيا ماريا على موقع قاعدة بيانات الأفلام السويدية (السويدية)
- جورجيا ماريا على موقع قاعدة بيانات الفيلم (الإنجليزية)
- جورجيا ماريا على موقع كينوبويسك (الروسية)